# Dinoseto
El Dinoseto és una bardissa amb forma de dinosaure que s'exhibeix com a monument a la ciutat de Vigo des del 19 de maig del 2015.
Va crear-se el 19 de maig de 2015 al carrer Rosalía de Castro de la ciutat. Aquella ubicació va ser una equivocació, ja que havia de situar-se a un parc ecològic a Navia, als afores de la ciutat. Tanmateix, el Dinoseto va ser un èxit, compartint-se la seua imatge i selfies a les xarxes socials, fet que va provocar que s'ubicara permanentment al nucli urbà de la ciutat. El 16 de juny va ser ubicat a la Plaça de la Princesa, ubicació temporal però on va esdevindre el monument més fotografiat de la ciutat, superant el popularitat a l'escultura del Sireno.
Arran de la seua popularitat, s'ha previst col·locar noves bardisses amb forma de dinosaure. Així, l'ajuntament va col·locar un ou a baix del Dinoseto, per a anunciar que hi haurien quinze noves bardisses a la ciutat. A Navia es va col·locar un Rinoseto, amb forma de triceratops.

## Galeria

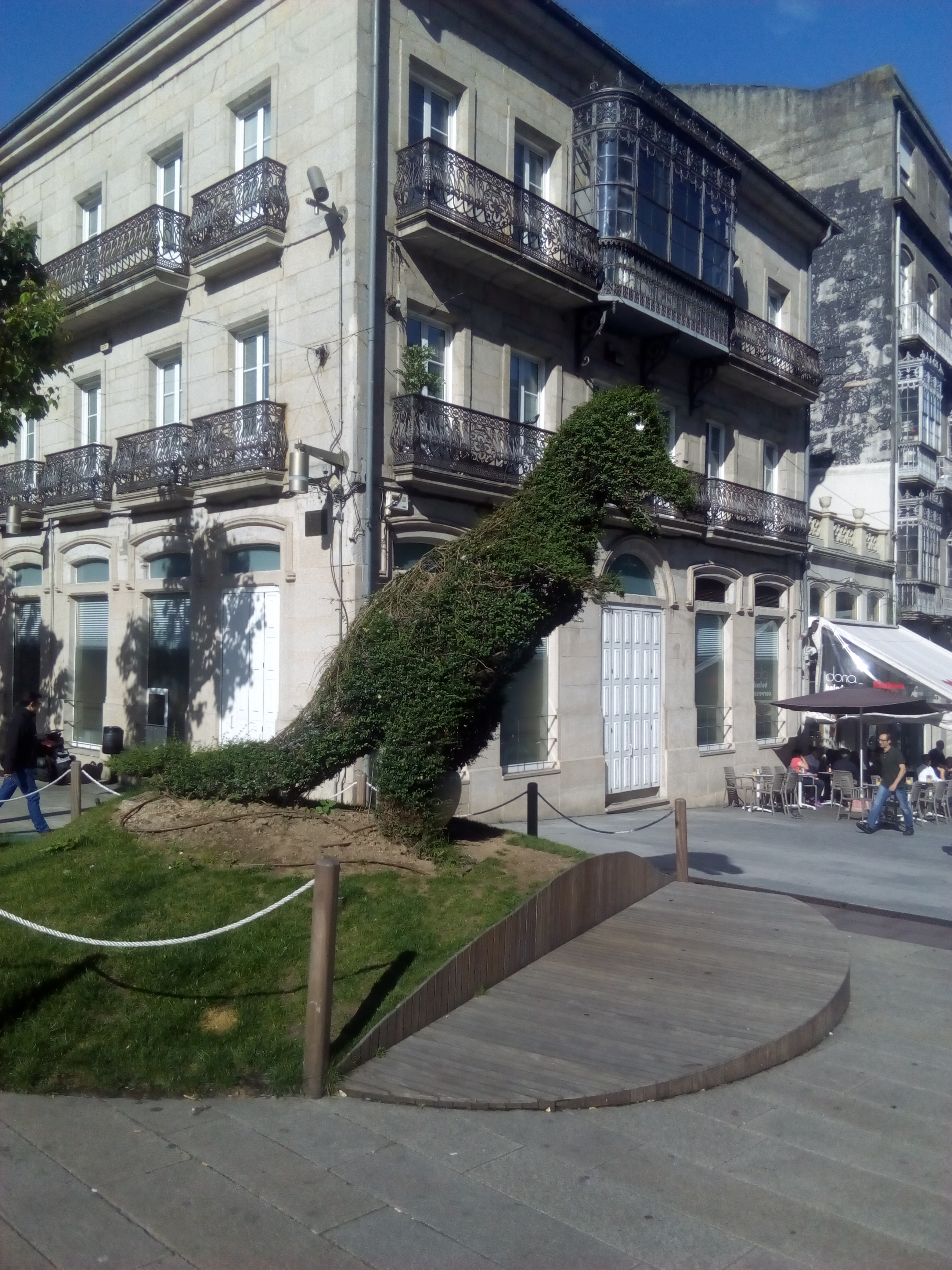
El Dinoseto, amb una plataforma per a selfies.
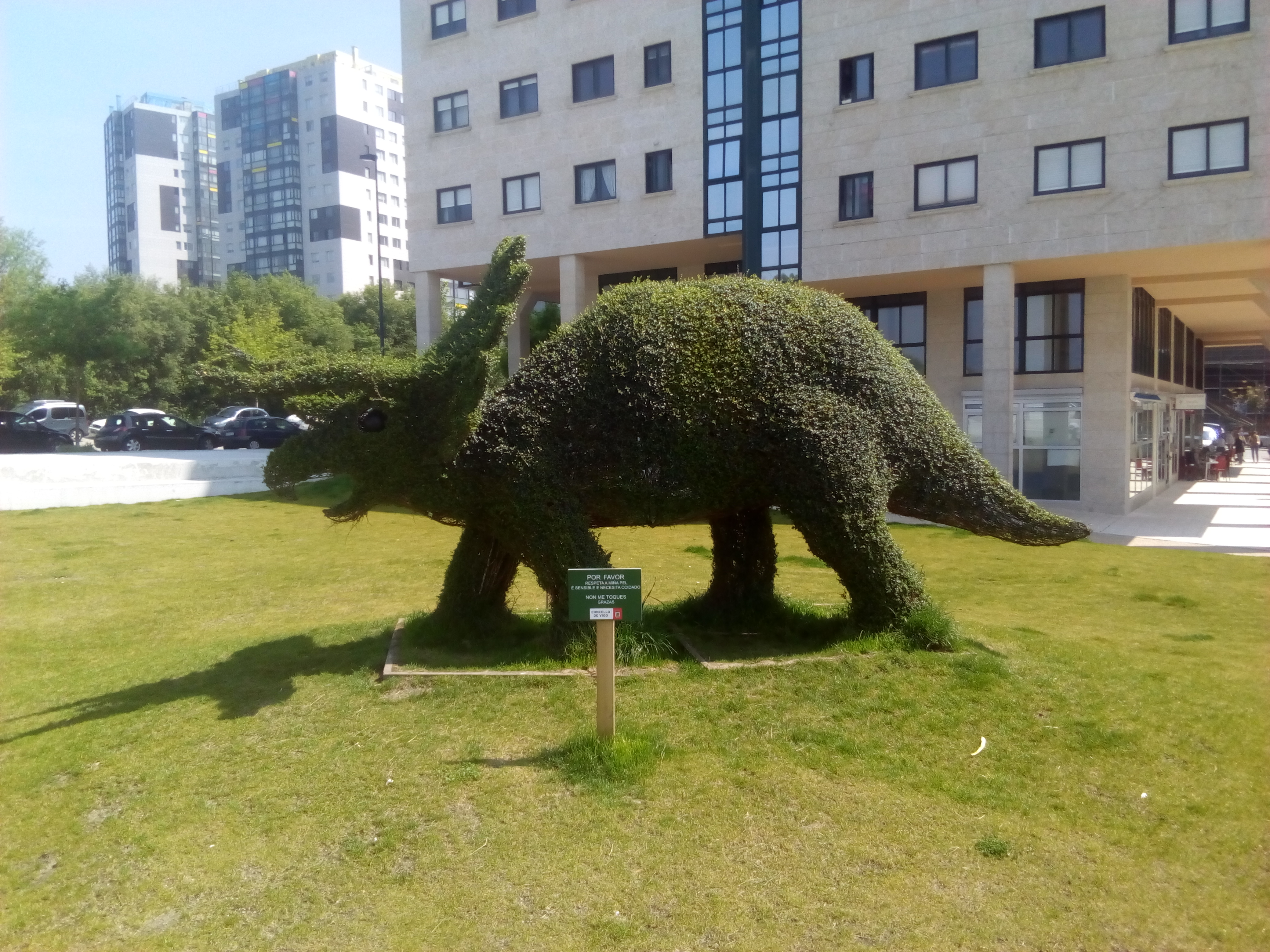
El Rinoseto de Navia.